# Kepunduan
Kepunduan is een bestuurslaag in het regentschap Cirebon van de provincie West-Java, Indonesië. Kepunduan telt 1486 inwoners (volkstelling 2010).